# Günter Hotz
Günter Hotz (* 16. November 1931 in Rommelhausen) ist ein Pionier der deutschen Informatik. Er verfasste unter anderem Standardwerke über Formale Sprachen, Schaltkreistheorie und Komplexitätstheorie.

## Biographie
Hotz machte 1952 sein Abitur am Realgymnasium in Friedberg (Hessen). Danach studierte er Mathematik und Physik in Frankfurt am Main und Göttingen. 1956 schloss er mit dem Diplom in Mathematik ab. 1958 wurde er bei Kurt Reidemeister mit dem Thema „Über zwei Knotendarstellungen“ promoviert. 1958 bis 1962 war er als Entwicklungsingenieur bei Telefunken tätig. 1962 erhielt er ein Habilitationsstipendium der Fritz-Thyssen-Stiftung. Er folgte einer Einladung an das Institut für Angewandte Mathematik der Universität des Saarlandes, wo er sich 1965 habilitierte. Nach einer kurzen Lehrtätigkeit in Tübingen wurde er dann 1969 ordentlicher Professor für Informatik an der Universität des Saarlandes in Saarbrücken. Obwohl er Rufe an andere Universitäten erhielt, blieb er an diesem Lehrstuhl bis zu seiner Emeritierung 2000. Die Saarbrücker Studenten haben dies mehrfach mit Fackelzügen honoriert.
Hotz hatte wesentlichen Anteil an der Etablierung des Faches Informatik als eigenständige Wissenschaft zwischen Mathematik und Elektrotechnik. Er war Gründungsmitglied und erster Vorsitzender der Gesellschaft für Informatik und trug zur Einrichtung zweier Sonderforschungsbereiche der Deutschen Forschungsgemeinschaft bei: „Elektronische Sprachforschung“ und „VLSI-Entwurfsmethoden und Parallelität“.
Seit 2001 verleiht der „Verein Freunde der Saarbrücker Informatik“ jährlich die Günter-Hotz-Medaille an die drei erfolgreichsten Informatik-Absolventen.
Günter Hotz ist seit 1958 verheiratet und hat fünf Töchter und elf Enkel. Er lebt seit 1972 in St. Ingbert.
Zu seinen Schülern gehören u. a. Claus Peter Schnorr, Volker Claus, Otto Spaniol und Wolfgang Paul.

## Ehrungen
- Mitglied der Akademie der Wissenschaften und der Literatur Mainz (seit 1985)[2]
- „Auswärtiges Mitglied der Akademie der Wissenschaften der DDR“ (Erstes Mitglied der BRD (1986 bis 1992))
- Korrespondierendes Mitglied der Nordrhein-Westfälischen Akademie der Wissenschaften (seit 1995)
- Gottfried-Wilhelm-Leibniz-Preis (1987)
- Saarländischer Verdienstorden (1986[3] oder 1989[4]; amtliche Bekanntgabe am 27. Juni 1989[5])
- Großes Bundesverdienstkreuz (1998)
- Konrad-Zuse-Medaille für Verdienste um die Informatik (1999)
- Ehrenmitglied der Gesellschaft für Informatik
- Ehrenbürger der Mittelstadt St. Ingbert (2023)

Ehrendoktor der Universitäten
- Universität Frankfurt
- TH Darmstadt
- Staatliche Universität Tiflis
- Universität Paderborn

Ehrenprofessur
- Institute for Computer Science of the Academia Sinica
- Beihang-Universität Peking

## Veröffentlichungen (Auszug)
- Automatentheorie und formale Sprachen (1969/70, mehrere Neufassungen)
- Homomorphismen und Reduktionen linearer Sprachen (1970)
- Informatik: Rechenanlagen, Teubner Studienbuch (1972)
- Schaltkreistheorie, De Gruyter (1974)
- Komplexität als Kriterium in der Theorienbildung (1988)
- Algorithmen, Sprachen und Komplexität (1990)
- Einführung in die Informatik, Leitfäden und Monographien der Informatik, B. G. Teubner, (1990)
- Algorithmische Informationstheorie (1997)